# Kapdrossel

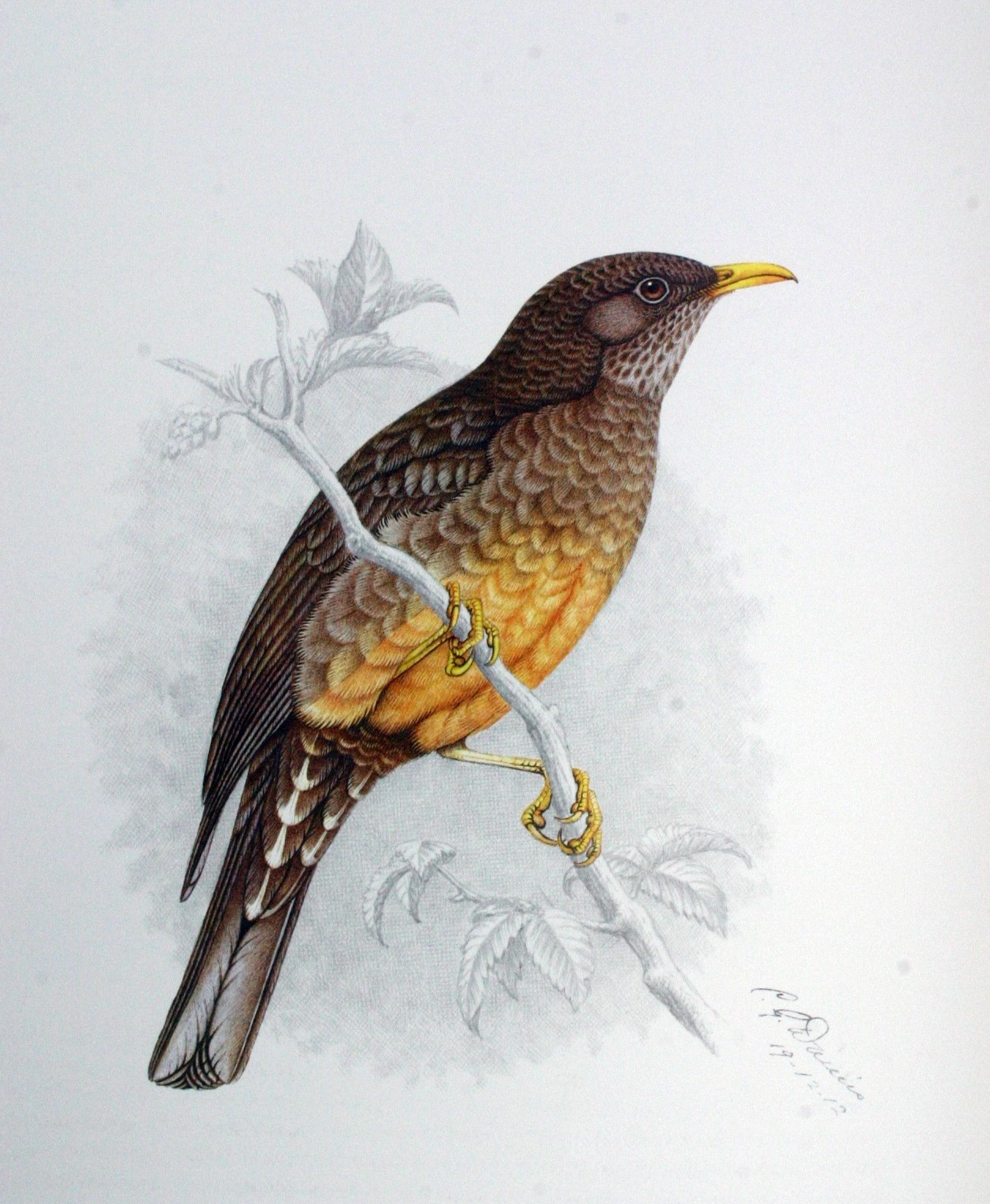
Kapdrossel, Illustration

Die Kapdrossel (Turdus olivaceus) ist ein Singvogel aus der Familie der Drosseln (Turdidae). Sie gehört zu den am weitesten verbreiteten Drosselarten in Afrika.

## Beschreibung
Die Kapdrossel erreicht eine Länge von maximal 24 Zentimetern und ein Gewicht von bis zu 81 Gramm. Der Schwanz und die Oberseite sind stumpf olivbraun gefärbt. Der Bauch ist weiß und der Rest der Unterseite hat eine orangefarbene Tönung. Die Kehle ist weiß gesprenkelt.

## Unterarten
Es gibt mindestens fünf geografische Unterarten, die sich hauptsächlich in der Intensität der Weiß-, Orange- und Braunfärbung der Unterseite unterscheiden. Diese sind: T. o. swynnertoni, T. o. transvaalensis, T. o. olivaceus, T. o. pondonensis und T. o. culminans. Vier ursprünglich der Kapdrossel zugeordnete Unterarten – die Karoo-Drossel (Turdus smithi), die Somali-Drossel (Turdus ludoviciae), die Gmelin-Drossel (Turdus abyssinicus) und die Taita-Drossel (Turdus helleri) – gelten nun als eigenständige Arten. Die Taita-Drossel ist vom Aussterben bedroht.

## Verbreitung und Lebensraum
Die Kapdrossel kommt diskontinuierlich südlich der Sahara von Sudan, Eritrea, Somalia, Äthiopien, Kenia, Tansania, Mosambik, Republik Kongo, Demokratische Republik Kongo, Uganda, Ruanda, Malawi, Lesotho, Simbabwe, Botswana, Südafrika und Namibia vor. Sie bewohnt überwiegend immergrüne Wälder, hat sich aber auch an ein Leben in Parks, großen Gärten und in städtischen Außenbezirken angepasst. Hier ernährt sich die Kapdrossel von Insekten, Früchten und Spinnen.

## Fortpflanzung
Die Kapdrossel errichtet ein schalenförmiges Nest, gewöhnlich in einem Baum bis zu sechs Meter über dem Boden. Das Weibchen legt zwei bis drei blaue Eier. Die Brutdauer beträgt 14 bis 15 Tage, die Jungen werden nach 16 Tagen flügge. Der Gesang des Männchens besteht aus einer Mischung als flötenden, pfeifenden und trillernden Strophen, die geografisch variieren. Gelegentlich ahmt es auch andere Vögel nach.